# MGM-52 Lance
Il missile MGM-52 Lance è stato, dall'inizio degli anni '70 fino al 1991, un'arma tattica nucleare in forza all'esercito americano e ad alcuni eserciti della NATO. Progettato e costruito dalla Ling-Temco-Vought (LTV), il "Lance" aveva una gittata di 120 km (SRBM), una velocità massima di mach 3, armato anche con testata HE o Cluster da 450 kg (gittata ridotta a 65 km), sostituì i razzi Honest John e Sergeant.
Il Lance è stato sostituito dal più perfezionato MGM-140 ATACMS.

## L'arma
L'intero sistema era basato su due veicoli e un carrello: il lanciatore M752 e l'M688 usato per il trasporto e il caricamento del missile sulla rampa; entrambi anfibi e dotati di visione notturna erano derivati dal trasporto M548, un mezzo sviluppato per l'impiego logistico, a sua volta derivato dall'APC M113. Il carrello LZL permetteva il lancio in sostituzione del veicolo principale. Dall'approntamento al lancio, il Lance poteva essere sparato in soli 15 minuti e a causa della sua ridotta dimensione, più missili (n. 2) potevano essere movimentati da una singola unità.
Il Lance utilizzava un sistema di guida inerziale resistente alle contromisure elettroniche e fu adottato nel settembre del 1973 oltre che dall'esercito USA anche dalla Germania Ovest, dal Belgio, Paesi Bassi, Regno Unito, Italia e da Israele.
La missione primaria operativa dei Lance in caso di conflitto era quella di colpire le postazioni missilistiche nemiche, gli aeroporti, i centri di trasporto, i comandi e gli assembramenti logistici, i ponti, i principali centri di approvvigionamento e le grandi concentrazioni di truppe.
I Lance, armi molto precise e compatte, sono state però man mano sostituite con altre tecnologicamente più avanzate. Il trattato poi sugli Euromissili e gli Accordi START hanno portato alla riduzione delle armi nucleari, specie quelle a corto-medio raggio, e così, in seguito ad un'apertura del presidente George Bush, nel 1992 i Lance sono stati radiati dal servizio senza rimpiazzi, anche da Paesi come l'Italia che li aveva in dotazione presso la 3ª Brigata missili "Aquileia" di Portogruaro.

## Varianti
- MGM-52A Lance versione standard armata di una testata nucleare W70 con una potenza regolabile da 1-100 chilotoni; distanza raggiungibile 130 km.
- MGM-52B Lance con una testata convenzionale di 454 kg di esplosivo; distanza raggiungibile 75 km.
- MGM-52C mod. 1 Lance con una testata da 950 kg di esplosivo di submunizioni M251 (M40) Bomblets. Distanza raggiungibile 80 km.
- MGM-52C mod. 2 Lance con una testata di 300 kg di esplosivo di submunizioni M74 Bomblets. Distanza raggiungibile 90 km.
- MGM-52D Lance con una testata nucleare W70-3 con una potenza regolabile da 1–10 chilotoni; distanza raggiungibile 130 km.

## L'impiego in Italia
Tra l'estate 1973 e l'estate 1975 il 3º Reggimento artiglieria Missili della 3ª Brigata missili "Aquileia" di Portogruaro viene interessato da un intenso processo di modernizzazione soprattutto per il cambio del sistema d'arma, dal MGR-1 "Honest John" al nuovo MGM-52 "Lance".
Nell'estate 1974, dopo la frequenza di un corso di inglese e di un corso dì terminologia tecnica, un nutrito numero di ufficiali, sottufficiali e truppa del 3º Reggimento Artiglieria Missili furono inviati presso la Scuola d'Artiglieria dell'Esercito USA di Fort Sill in Oklahoma, per l'acquisizione del sistema missilistico MGM-52 "Lance".

1980 ca. Autocarro M55 del 3º Gruppo missili "Volturno" ripreso durante esercitazione NATO in Veneto

Lì, il 26 agosto 1974 si costituiva il Gruppo dì Formazione "Lance" della III Brigata Missili, che, dopo un intenso ciclo addestrativo, concludeva le sue attività con il lancio, il 5 e 6 dicembre 1974, di sei missili MGM-52 "Lance" nel Poligono militare di White Sands nel Nuovo Messico.
Rientrato in Italia, nel dicembre 1974, il Gruppo dì formazione "Lance" si innestava sul preesistente 3º Reggimento artiglieria missili, armato con MGR-1 "Honest John".
Il 1º gennaio 1975 il 3º Reggimento artiglieria missili viene sciolto e ricostituito come 3º Gruppo missili "Volturno" stanziato a Oderzo, ereditandone bandiera e tradizioni il 30 settembre 1975, e ricevendo in dotazione il nuovo armamento MGM-52 "Lance", con sei lanciatori semoventi M-752, dotati sia di armamento convenzionale che nucleare. Per il trasporto dei vettori dei missili Lance fu nuovamente approntato, come per l'Honest John, l'autocarro M55 di produzione USA.
Nell'aprile 1975, superava brillantemente tutte le prove valutative e il 27 luglio 1975 effettuava i primi lanci con il nuovo missile nel Poligono sperimentale e di addestramento interforze di Salto di Quirra a Perdasdefogu in Sardegna; nella stessa data, il reparto veniva dichiarato operativo.

## Operatori
Stati Uniti
- US Army
  - 1st Bn, 12th Field Artillery Regiment 1973-1992 Fort Sill
  - 1st Bn, 32nd Field Artillery Regiment 1975-1991 Germania
  - 6th Bn, 33rd Field Artillery Regiment 1975-1987 Reflag as 6th Bn, 32nd Field Artillery Regiment 1987-91 Fort Sill[1] (One Btry was Forward Deployed to South Korea)[2]
  - 2nd Bn, 42nd Field Artillery Regiment 1974-1987 Reflag as 4th Bn, 12th Field Artillery Regiment 1987-1991 Crailsheim, Germania
  - 3rd Bn, 79th Field Artillery Regiment 1974-1986 Reflag as 2nd Bn, 32nd Field Artillery Regiment 1986-? Germania
  - 1st Bn, 80th Field Artillery Regiment 1974-1987 Reflag as 3rd Bn, 12th Field Artillery Regiment 1987-1991 Aschaffenburg, Germania
  - 1st Bn, 333rd Field Artillery Regiment 1973-1986 Reflag as 3rd Bn, 32nd Field Artillery Regiment 1986-? Germania
  - 2nd Bn, 377th Field Artillery Regiment 1974-1987 Reflag as 2nd Bn, 12th Field Artillery Regiment 1987-1992 Herzogenaurach, Germania

 Regno Unito
- British Army
  - 50th Missile Regiment Royal Artillery

 Israele
 Paesi Bassi
- Reale esercito olandese
  - 129º Battaglione artiglieria dal 1979 al 1992

 Belgio
- Esercito belga
  - 3º Battaglione artiglieria

 Italia
- Esercito italiano
  - 3ª Brigata missili "Aquileia" fino al 1991, poi dal 1992 al 2001, 3º Reggimento missili "Aquileia"

 Germania
- Esercito tedesco
  - 150º Battaglione artiglieria missili
  - 250º Battaglione artiglieria missili
  - 350º Battaglione artiglieria missili
  - 650º Battaglione artiglieria missili